# Bryoptera ecuadorata
Bryoptera ecuadorata là một loài bướm đêm trong họ Geometridae.